# Jazvine (Busovača, BiH)
Jazvine  su naseljeno mjesto u općini Busovača, Federacija Bosne i Hercegovine, BiH.

## Stanovništvo

### 1991.
Nacionalni sastav stanovništva 1991. godine, bio je sljedeći:
ukupno: 383
- Hrvati - 375
- Jugoslaveni - 8

### 2013.
Nacionalni sastav stanovništva 2013. godine, bio je sljedeći:
ukupno: 458
- Hrvati - 456
- Srbi - 1
- ostali, neopredijeljeni i nepoznato - 1